# Васильев, Эдуард Иосифович
Эдуард Иосифович Васи́льев (р. 1943) — советский и российский художник.

## Биография
Родился в 1943 году.
В 1963 году окончил Якутское художественное училище.
В 1975 году окончил ЛИЖСА имени И. Е. Репина (мастерская И. А. Серебряного.
Член СХ СССР с 1977 года.
В 1973—2006 годах работал преподавателем Якутского художественного училища.
С 2006 года работает преподавателем, доцентом Арктического государственного института искусств и культуры.

## Награды и премии
- Государственная премия РСФСР в области изобразительных искусств (1990) — за картину «Политссыльный в Якутске»
- заслуженный деятель искусств ЯАССР (1982)
- заслуженный художник РФ (2002)
- премии ЦК ВЛКСМ, Министерства культуры РСФСР и СХ РСФСР (1978)
- дипломом АХ СССР (1981),
- народный художник Республики Саха (2016)
- с конца 1970-х годов постоянный участник всесоюзных, всероссийских, зональных и республиканских выставок.